# Czarownica (Skamieniałe Miasto)
Czarownica – jedna z wychodni w rezerwacie przyrody Skamieniałe Miasto na Pogórzu Ciężkowickim. Znajduje się w Ciężkowicach, po prawej stronie drogi wojewódzkiej nr 977 z Tarnowa do Gorlic, około 200 m za parkingiem i miejscem biwakowym dla turystów. Z parkingu tego prowadzi do niej przejście specjalnym turystycznym wiaduktem ponad drogą. Zaraz za tym wiaduktem znajduje się Ratusz, a Czarownica jest w skarpie opadającej z drogi do doliny rzeki Białej. Podstawa Czarownicy znajduje się na wysokości około 250 m n.p.m.
Czarownica jest widoczna z drogi, a jej charakterystyczny profil zwraca na siebie uwagę. Jest jedną z bardziej charakterystycznych skał Skamieniałego Miasta i została uznana za symbol Ciężkowicko-Rożnowskiego Parku Krajobrazowego. Według legendy, w skałę tę zamieniona została czarownica, która złorzeczyła księdzu jadącemu drogą z Komunią św. do chorego. W rzeczywistości zaś skała została podcięta przez rzekę Białą, która dawniej uderzała o brzeg wzniesienia podmywając jego stoki. Nurt rzeki z czasem nieco odsunął się na zachód. Skała zbudowana jest z piaskowca ciężkowickiego płaszczowiny śląskiej Karpat Zewnętrznych. Piaskowiec ten powstał w wyniku sedymentacji około 58–48 mln lat temu na dnie Oceanu Tetydy.
W południowej ścianie Czarownicy znajduje się Schronisko w Czarownicy.

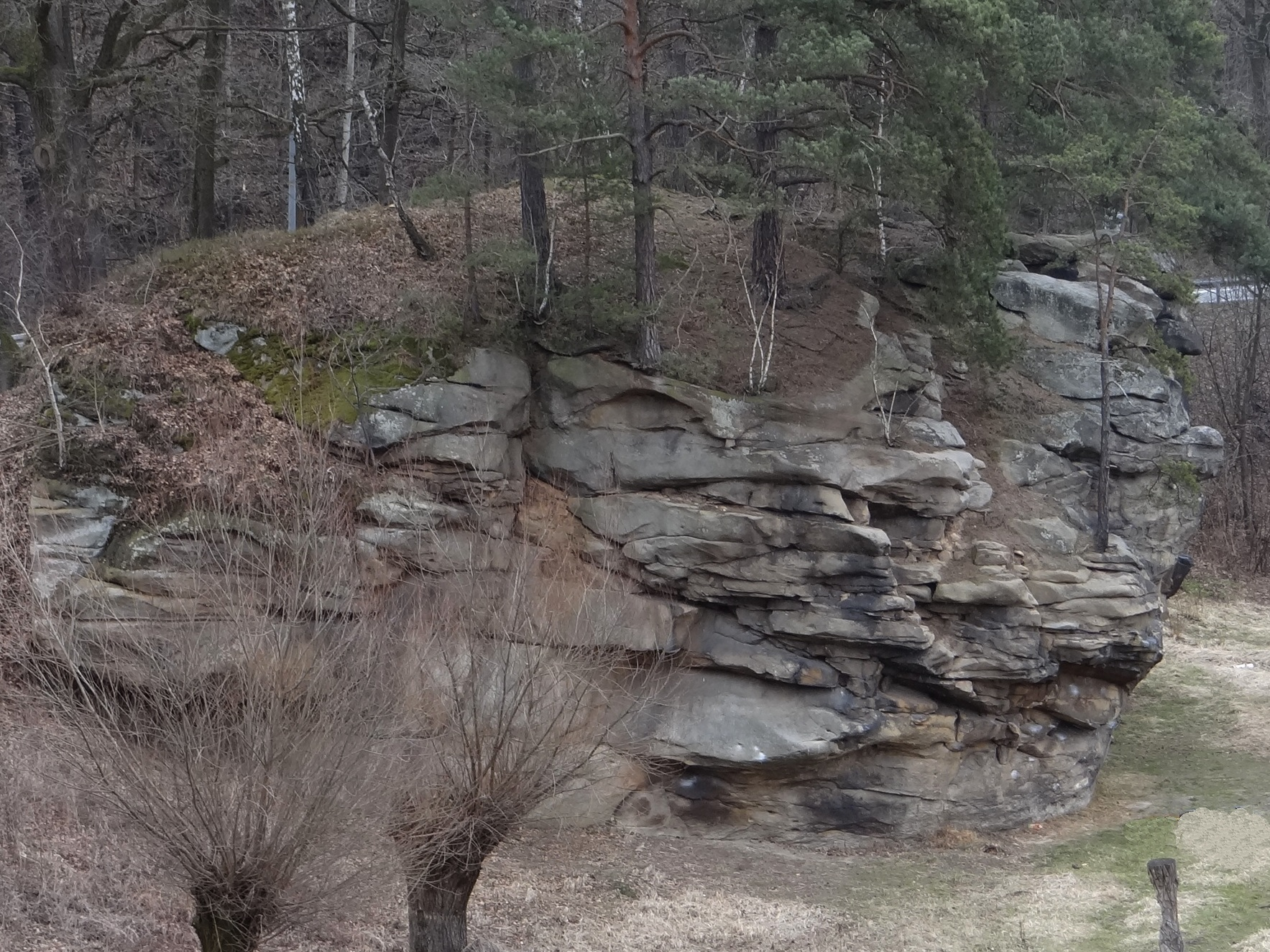
Ściana północno-zachodnia
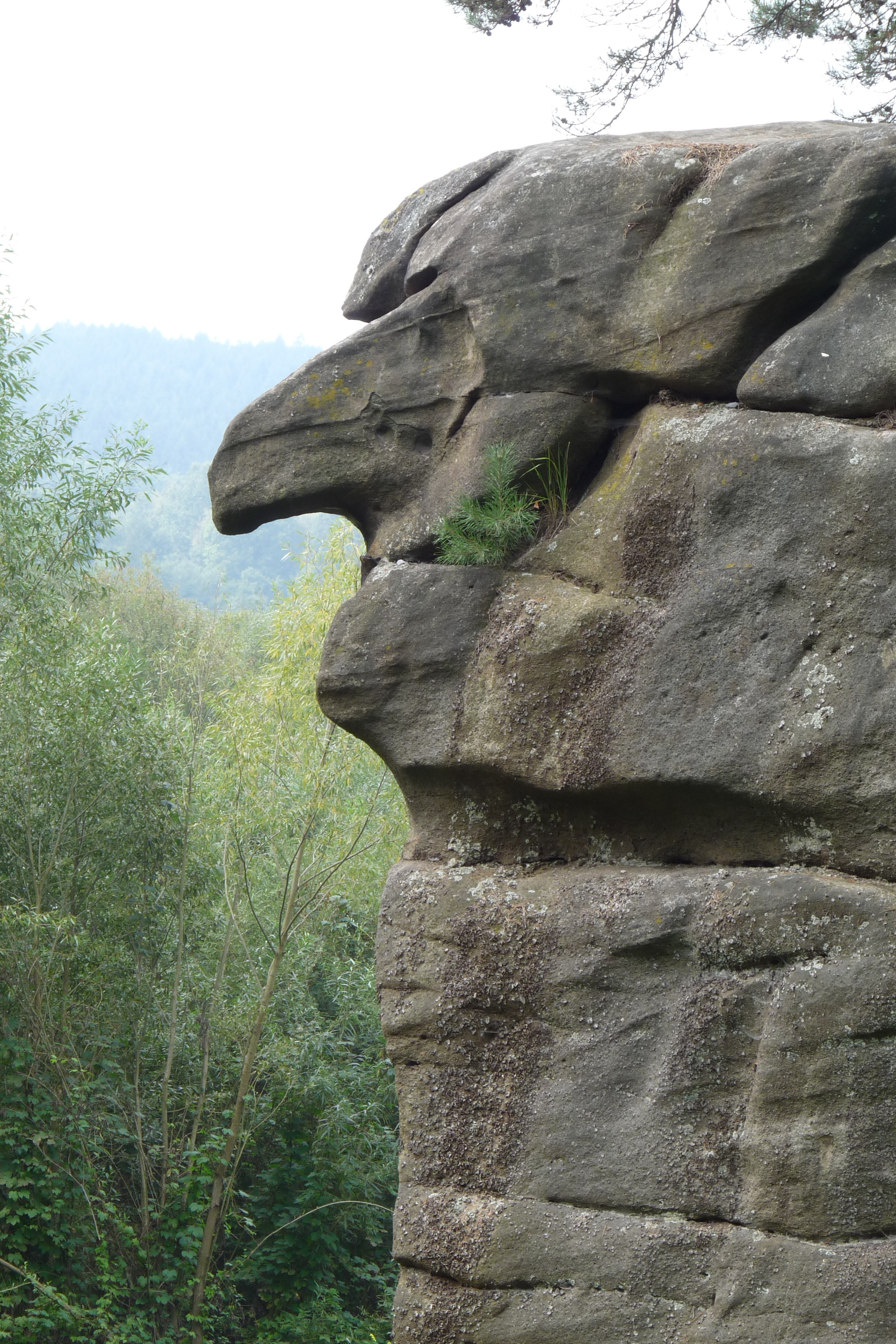
Charakterystyczny profil skały
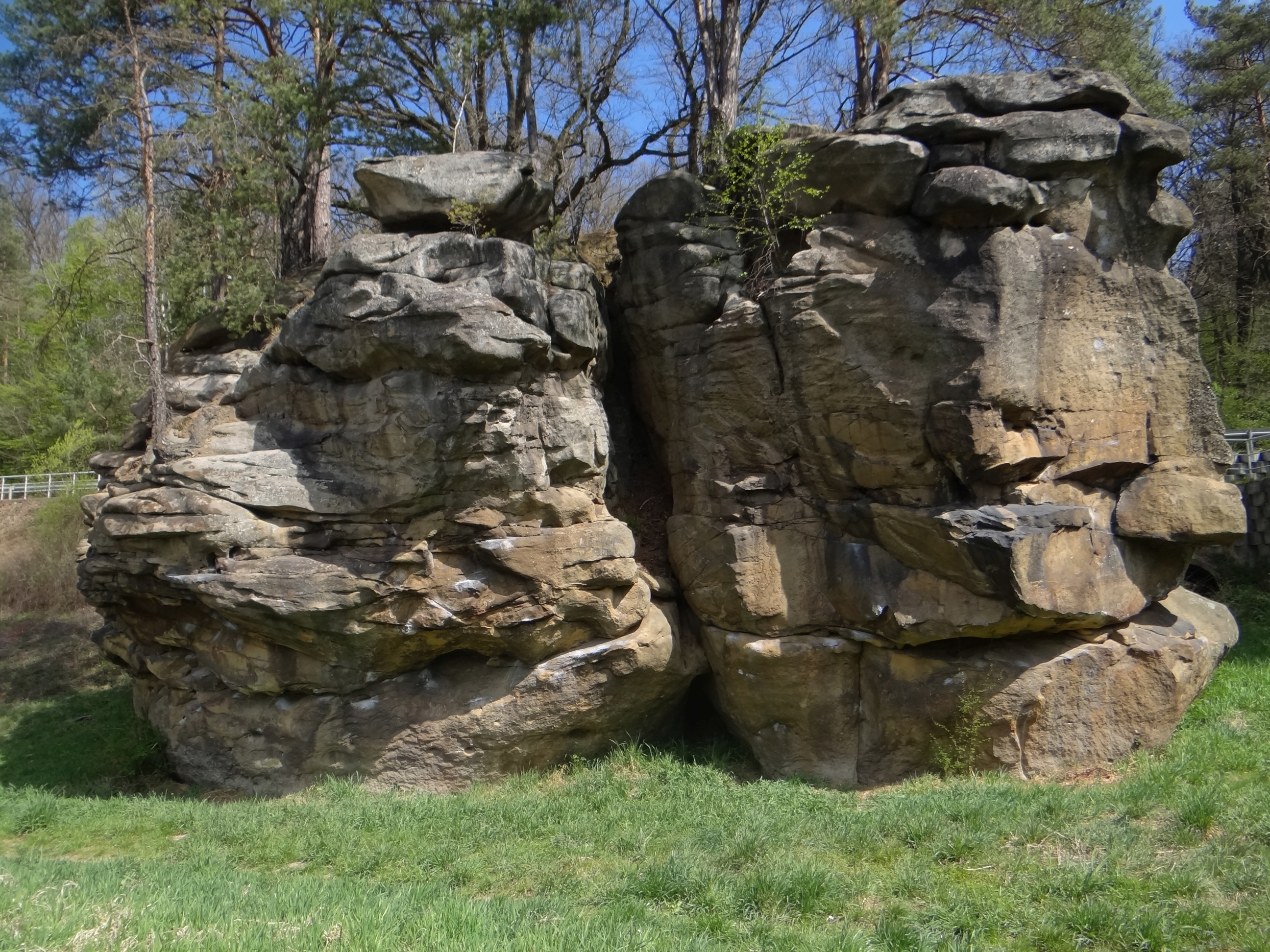
Ściana południowa
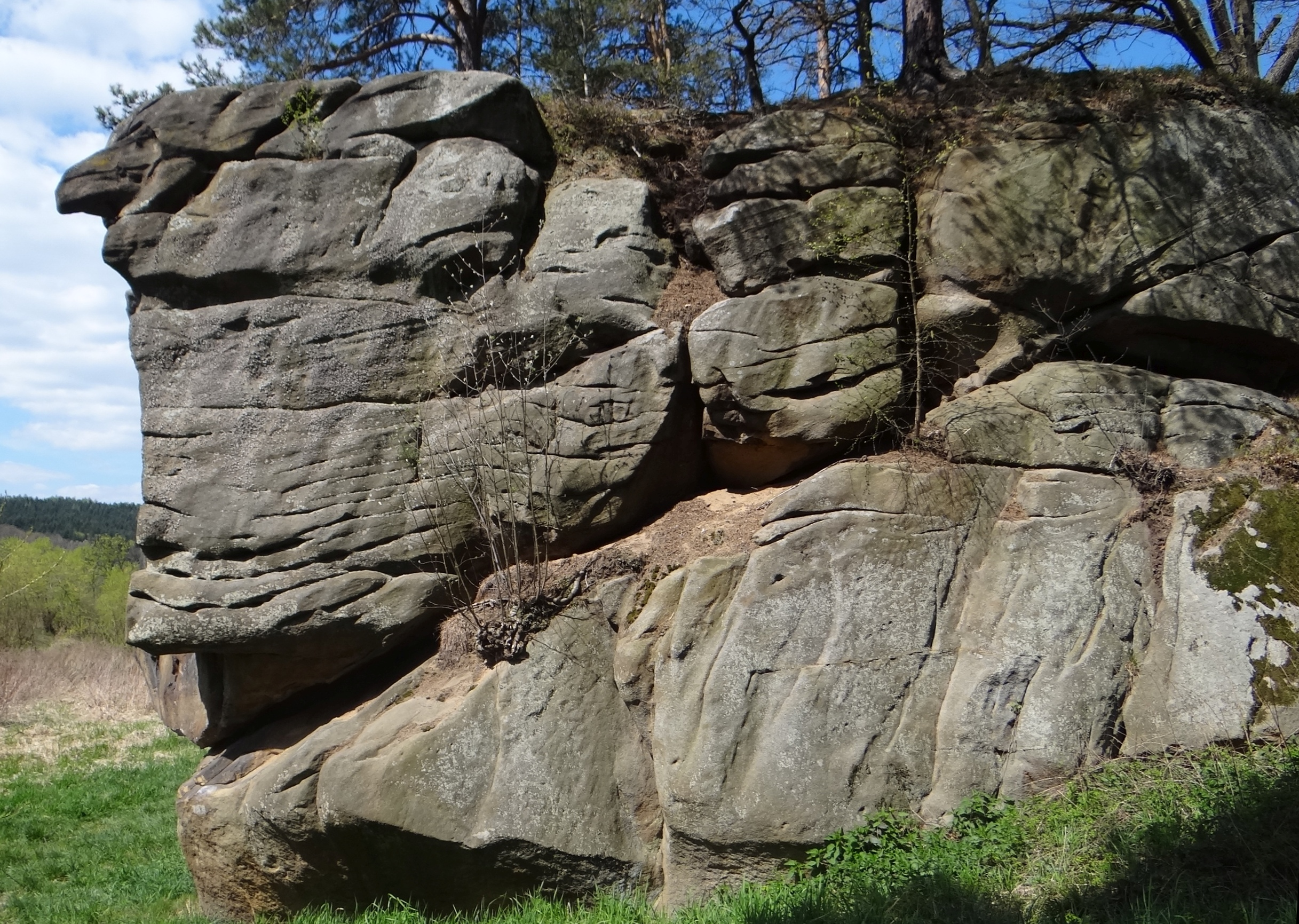
Ściana zachodnia

## Wspinaczka
Na początku lat 90. XX wieku na Czarownicy wspinano się z liną. Są 32 drogi wspinaczkowe o trudności od IV do VI.4 w skali polskiej. Wspinaczki zabroniono, gdyż skała znajduje się w rezerwacie przyrody. Podczas wspinaczki skały ulegają uszkodzeniu, w szczególności zaś rosnące na nich porosty. Zamontowane w skale ringi usunięto, ale skała nadal jest atrakcyjna dla uprawiających bouldering i mimo zakazu jest jednym z najbardziej popularnych skał boulderingowych. są 23 baldy o trudności od 5+ do 7b+ w skali francuskiej.